# 辛毅
辛毅（1959年—）江西省九江市人，中国人民解放军中将，历任中国人民解放军总装备部科学技术委员会副主任，中央军委科学技术委员会副主任。

## 生平
辛毅1978年10月进入华东石油学院自动化系炼油自动化专业学习，1982年7月毕业后考入重庆大学研究生，1989年博士毕业于北京航空航天大学自动化学院。曾在中国人民解放军总装备部综合计划部预研局任职，后来任中国人民解放军总装备部科学技术委员会副秘书长、委员，《现代军事》编委会委员。至迟于2009年10月，出任中国人民解放军总装备部电子信息基础部部长。在担任总装备部电子信息基础部部长期间，辛毅还是中国卫星导航系统委员会委员、北斗系统工程领导小组成员，曾在2012年指导北斗一箭双星发射工作。2014年12月，任中国人民解放军总装备部科学技术委员会副主任，其原先担任的总装备部电子信息基础部部长职务由“60后”少将王兆耀（2016年军改后，任中央军委装备发展部载人航天工程办公室主任）接任。2016年1月，任新组建的中央军委科学技术委员会副主任。
辛毅与控制理论专家高为炳联名发表过《加前馈补偿的工业机器人自适应控制》、《机器人及机械系统自适应控制的研究》、《最速下降模型参考自适应控制——LYAPUNOV方法》等论文。
2004年前后，晋升少将军衔。2016年7月，晋升中将军衔。2018年2月24日，当选为第十三届全国人大代表。